# Stålpendeln

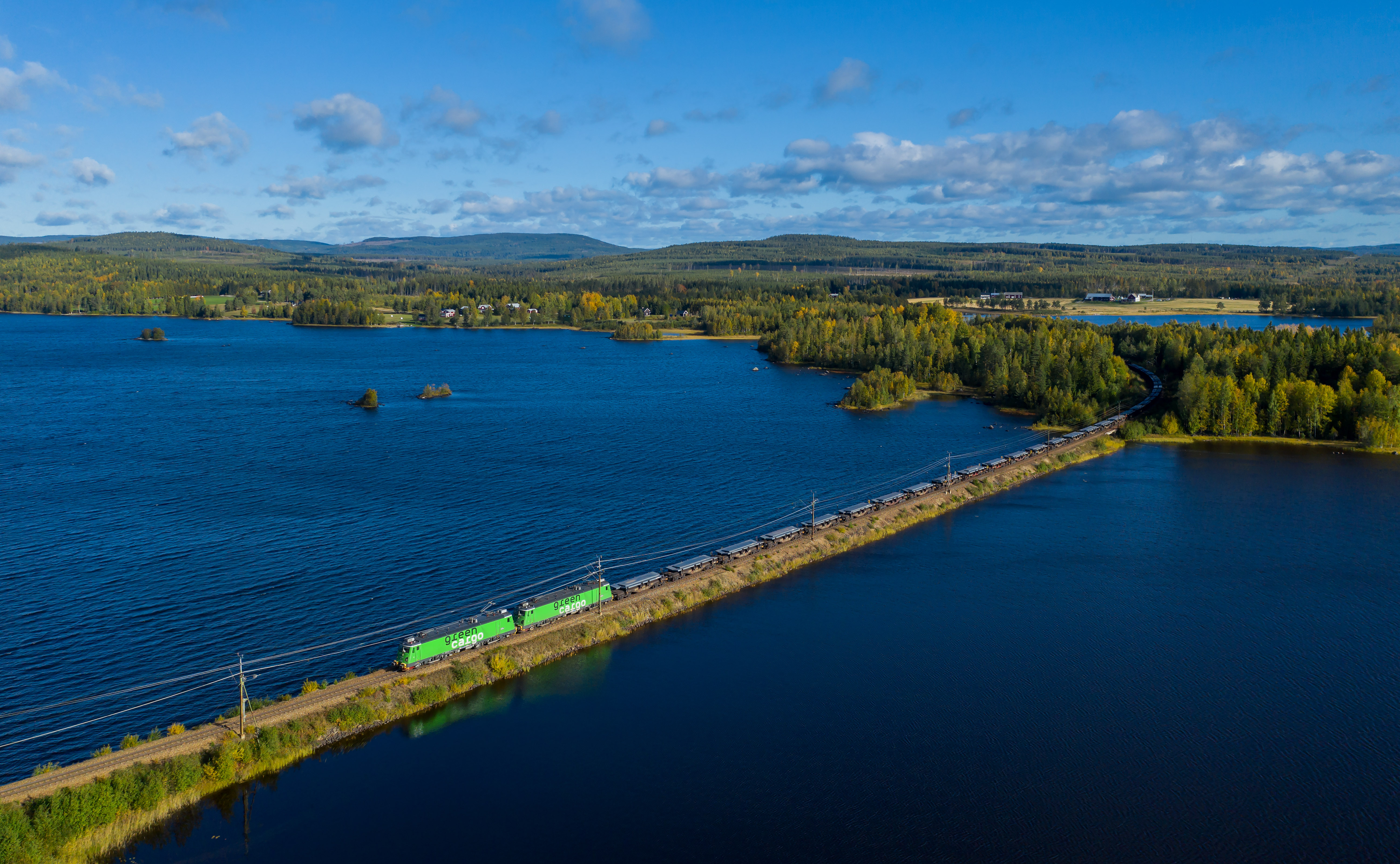
Stålpendeln som dras av två Mb-lok passerar Björnsjö.

Stålpendeln kallas den godstrafik med stålämnen som bedrivs på sträckorna Luleå-Borlänge och Borlänge-Oxelösund för SSAB. Årstonnaget var beräknat år 2018 till ca 3 miljoner ton. Trafiken körs i regel tre gånger om dagen av det statligt ägda järnvägsbolaget Green Cargo, som har kontrakt med SSAB för trafiken fram till år 2025. Dragkraften är vanligtvis loktypen Mb, men loktyperna Re, Rc och Rd2 används emellanåt. Tidigare har även stålpendeln dragits av 3 st Rc4-lok.
År 2008 skrev Green Cargo ett tioårsvatal med SSAB gällande stålpendeln och i samband med det köptes 16 lok av typen Re av Green Cargo för trafiken, som levererades och sattes i trafik 2010.  Samma sak inträffade år 2018 när det nuvarande femårsavtalet skrevs på, och då köptes istället 16 st lok av typen Transmontana från den rumänska tillverkaren Softronic. Loket fick senare littera Mb.

## Samarbete
Under hösten 2017 genomförde Ica en pilotstudie där företaget skickade en del av sina transporter från Borlänge norrut med stålpendeln, istället för med lastbil. På grund av en mycket kall vinter det året kunde flera av transporterna inte genomföras som planerat, och Ica avböjde vidare samarbete efter pilotstudien med motiveringen att transporterna inte var tillräckligt tillförlitliga, flexibla och hade för långa ledtider. Under 2021 hade dock Ica återigen fått upp ögonen för stålpendeln som transportmedel, och började använda stålpendeln för sina livsmedelstransporter i större skala, vilket ersatte sex lastbilar per vecka som annars skulle kört sträckan.
Även företagen LKAB och Scania använder sig av stålpendeln för sina transporter sedan 2016.